# Hard edge

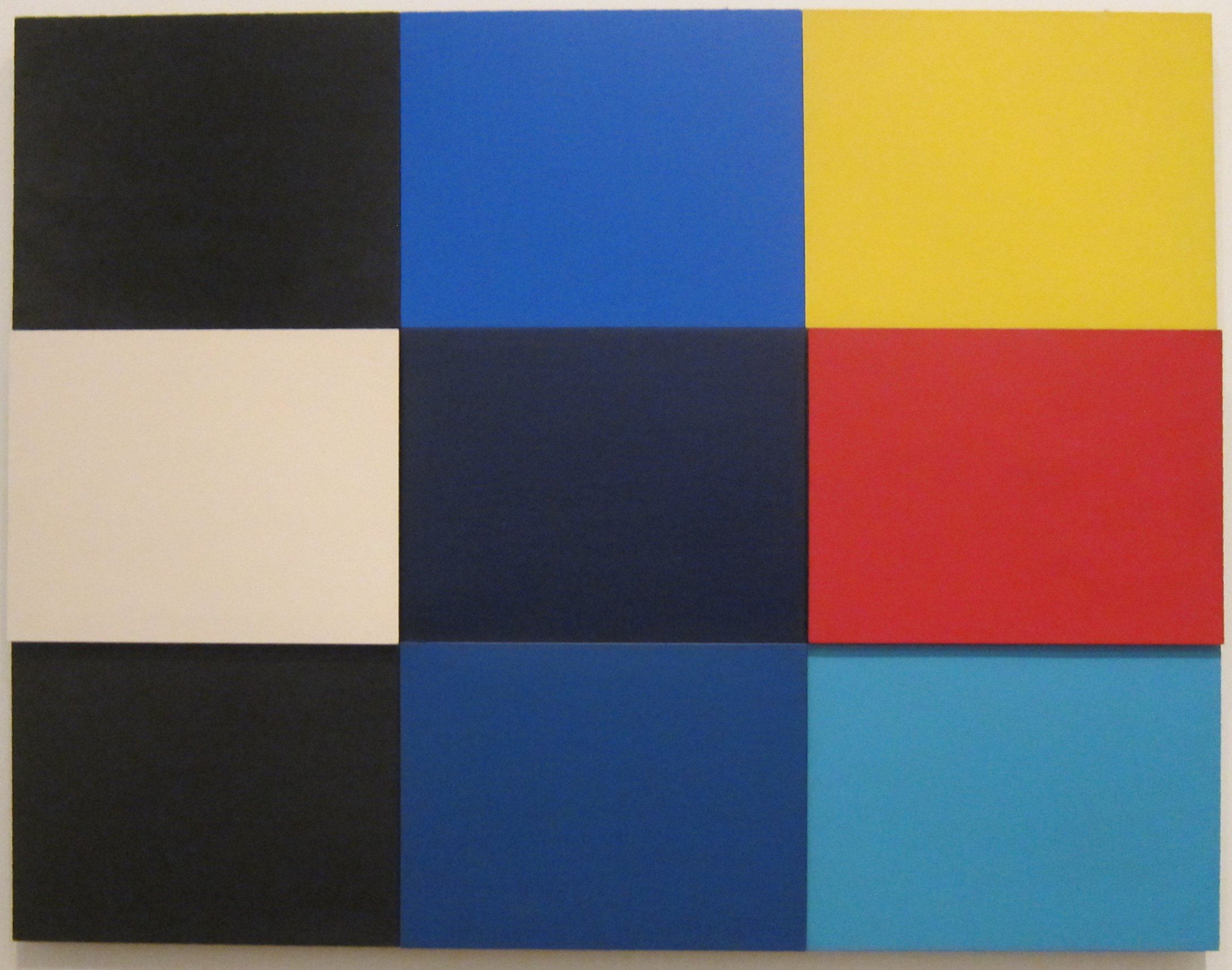
Méditerannée, pintura al óleo sobre madera por Ellsworth Kelly, 1952, Tate Modern.

Hard edge (literalmente borde duro) es un movimiento pictórico de la pintura abstracta definido por las transiciones abruptas entre las áreas de color, que generalmente son de un solo color invariable. Las transiciones de color se dan muchas veces a lo largo de líneas rectas, aunque los bordes curvos también son comunes. Este estilo está relacionado con la Abstracción geométrica, el Op Art, la Abstracción postpictórica, y el Color Field.
El término fue acuñado por el escritor, curador y crítico de arte del Los Angeles Times Jules Langsner en 1959 para describir el trabajo de pintores de California, quienes, en reacción a las formas más pictóricas o gestuales del Expresionismo abstracto, adoptaron una aplicación impersonal de la pintura y el delineado de áreas de color con particular nitidez y claridad. Este enfoque de la pintura abstracta se extendió en la década de 1960. La hard-edge painting se conoce por el nombre de pintura de contornos nítidos.
Otros movimientos o estilos anteriores también presentaron la característica de los contornos nítidos, como los precisionistas, que la utilizaban en sus trabajos. El hard edge puede ser visto asociado a una o más escuelas de arte, pero también se usa como término descriptivo, para nombrar estas características cuando se encuentran en cualquier pintura. Las pinturas hard edge pueden ser tanto figurativas como abstractas.